# X (Dame)/Crazy Rainbow
"X (Dame)/Crazy Rainbow (X (ダメ)/Crazy Rainbow)" is de achtste single van Tackey & Tsubasa onder het Avex Trax-label. Het is hun eerste single in 2007.

## Lijst van nummers

### CD
1. "X (Dame) (X (ダメ))"
2. "Crazy Rainbow"
3. "Sadame (運命 (さだめ))" (Hideaki Takizawa solo)
4. "Edge" (Imai Tsubasa solo)
5. "X (ダメ) (Tackey Part Version)"
6. "X (ダメ) (Tsubasa Part Version)"
7. "Crazy Rainbow (Tackey Part Version)"
8. "Crazy Rainbow (Tsubasa Part Version)"

### CD+DVD
CD
1. "X (Dame) (X (ダメ))"
2. "Crazy Rainbow"
3. "Sadame (運命 (さだめ))" (Hideaki Takizawa solo)
4. "Edge" (Imai Tsubasa solo)
5. "X (ダメ) karaoke"

DVD
1. "X (ダメ) & Crazy Rainbow Music Clip Special Edition"
2. "X (ダメ) Choreography Lesson"
3. "X (ダメ) Choreography Lesson (Tackey Angle)"
4. "X (ダメ) Choreography Lesson (Tsubasa Angle)"

### One Piece Collaboration CD+DVD
CD
1. "Crazy Rainbow"
2. "X (Dame) (X (ダメ))"
3. "Sadame (運命 (さだめ))" (Hideaki Takizawa solo)
4. "Edge" (Imai Tsubasa solo)
5. "Crazy Rainbow: karaoke"

DVD
1. "Crazy Rainbow: One Piece X Tackey & Tsubasa Original Animation Music Clip"
2. "Crazy Rainbow: One Piece No Subtitles Opening